# Divadlo Zavit
Divadlo Zavit (hebrejsky: תיאטרון זווית, Te'atron Zavit, doslova Divadlo Úhel) bylo divadlo v Izraeli fungující v letech 1959–1968.
Založili ho Pnina Gary, Šmu'el Acmon a Šmu'el Omer (poslední jmenovaný byl ředitelem této divadelní společnosti). Koncem roku Pnina Gary vytvořila hru be-Deletim sgurot (בדלתיים סגורות, Za zavřenými dveřmi), která měla velký ohlas a její aktéři se rozhodli založit trvalý divadelní soubor. Jméno bylo inspirováno básní Natana Altermana Zavit šel perur (זווית של פרור). Po devět let pak soubor působil samostatně. Zaměřoval se na inovativní přístupy. V roce 1968 z iniciativy Ministerstva školství Izraele bylo divadlo sloučeno s divadlem ha-Bima.